# Алоха Оэ
Алоха 'Оэ (гав. Aloha ʻoe — Прощание с тобой) — самая известная песня последней королевы Гавайев Лилиуокалани, ставшая культурным лейтмотивом Гавайев, популярным у туристов.

## Описание
Песня была написана под впечатлением конного путешествия в 1877 на наветренный берег острова Оаху, во время которого королева Лилиуокалани стала свидетелем нежного прощания полковника Джеймса Бойда и молодой девушки из Маунавили.
Лилиуокалани сочинила мелодию песни на обратном пути в свой дом «Вашингтон Плейс» в Гонолулу, а по возвращении домой она сочинила и слова песни.
Мелодия хора напоминает мелодию хора песни «There’s Music In The Air», написанной Джорджем Фредериком Рутом в 1854 году.

## В литературе
У Джека Лондона есть рассказ «Алоха Оэ», где рассказано об этой песне.

## Слова песни и перевод
| Haʻaheo ka ua i nā pali Ke nihi aʻela i ka nahele E hahai (uhai) ana paha i ka liko Pua ʻāhihi lehua o uka Hui: Aloha ʻoe, aloha ʻoe E ke onaona noho i ka lipo One fond embrace, A hoʻi aʻe au Until we meet again Until we meet again ʻO ka haliʻa aloha i hiki mai Ke hone aʻe nei i Kuʻu manawa ʻO ʻoe nō kaʻu ipo aloha A loko e hana nei Maopopo kuʻu ʻike i ka nani Nā pua rose o Maunawili I laila hiaʻia nā manu Mikiʻala i ka nani o ka lipo | Дождь гордо ударяется о скалы И мягко падает на деревья. Кажется, что он ищет бутоны Цветка охиа лехуа в долине Припев: До свиданья тебе, до свиданья тебе, Красавица, что живёт под тенью ветвей. Одно нежное объятие, Перед тем как я уйду, Пока мы не встретимся снова, Пока мы не встретимся снова. Сладкие воспоминания возвращаются ко мне, Снова принося привет Из прошлого. Дорогая, да, ты принадлежишь мне, Истинная любовь никогда тебя не покинет Я увидел всё твоё очарование, Прекрасная роза Маунавили, Там живут птицы любви, И пьют мёд с твоих губ. |